# Побединский, Николай Иванович
Николай Иванович Побединский (1861—1923) — акушер, профессор и директор акушерской клиники Московского университета.

## Биография

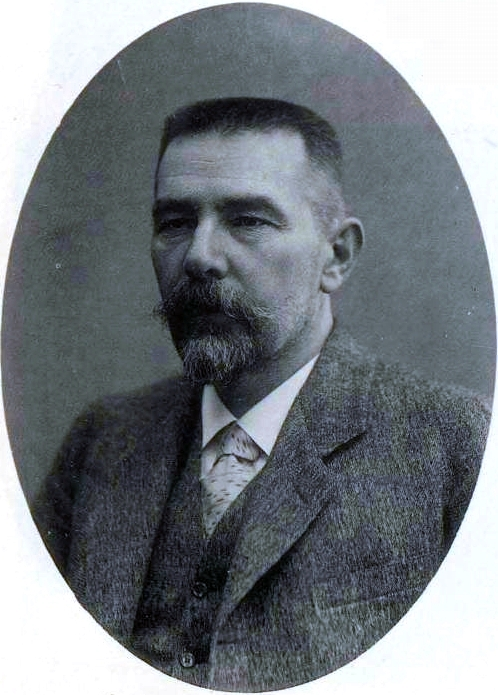
Н. И. Побединский, 1911

Из семьи священника. Окончил 1-ю Московскую гимназию (1881) и медицинский факультет Московского университета (1886) со степенью лекаря. После окончания университета работал экстерном в хирургическом и терапевтическом отделениях Старо-Екатерининской больницы, специально занимаясь патологической анатомией. В 1887 перешёл в акушерскую клинику Московского университета; штатный ординатор (с 1889), ассистент (с 1892). Защитил докторскую диссертацию «Материалы к учению о предлежании детского места в клиническом отношении» (1894) в Военно-медицинской академии в Санкт-Петербурге. Избран приват-доцентом Московского университета. Направлен в заграничную командировку для усовершенствования в своей деятельности. По возвращении в Россию вёл практические занятия по акушерской клинике и оперативному акушерству, читал курс физиологического акушерства. В 1908 утверждён сверхштатным экстраординарным профессором по кафедре акушерства и женских болезней; фактически с этого времени возглавлял акушерскую клинику (хотя её номинальным руководителем до 1913 был престарелый А. М. Макеев, а Побединский был утверждён директором клиники только в 1915).
В клинике Побединский производил большое количество успешных операций кесарева сечения (впервые в России такая операция с успешным исходом была выполнена Побединским в клинике Московского университета в 1895), особенное внимание уделял асептике, что сразу отразилось на снижении смертности. При Побединском для студентов на кафедре был впервые введён акушерский семинар. Помимо преподавательской деятельности в университете Побединский с 1908 преподавал акушерство на Московских высших женских курсов.
Научные труды Побединского посвящены способам ведения родов при узком тазе, токсикозом у беременных, хирургическому лечению беременных с опухолями матки.
Похоронен на Ваганьковском кладбище (34 уч.).
Сочинения:
- Краткий учебник акушерства. (1905) 7 изд. М., 1932
- Успехи кесарева сечения в России за последние 25 лет. М., 1913